# Bałtycka Elektrownia Atomowa

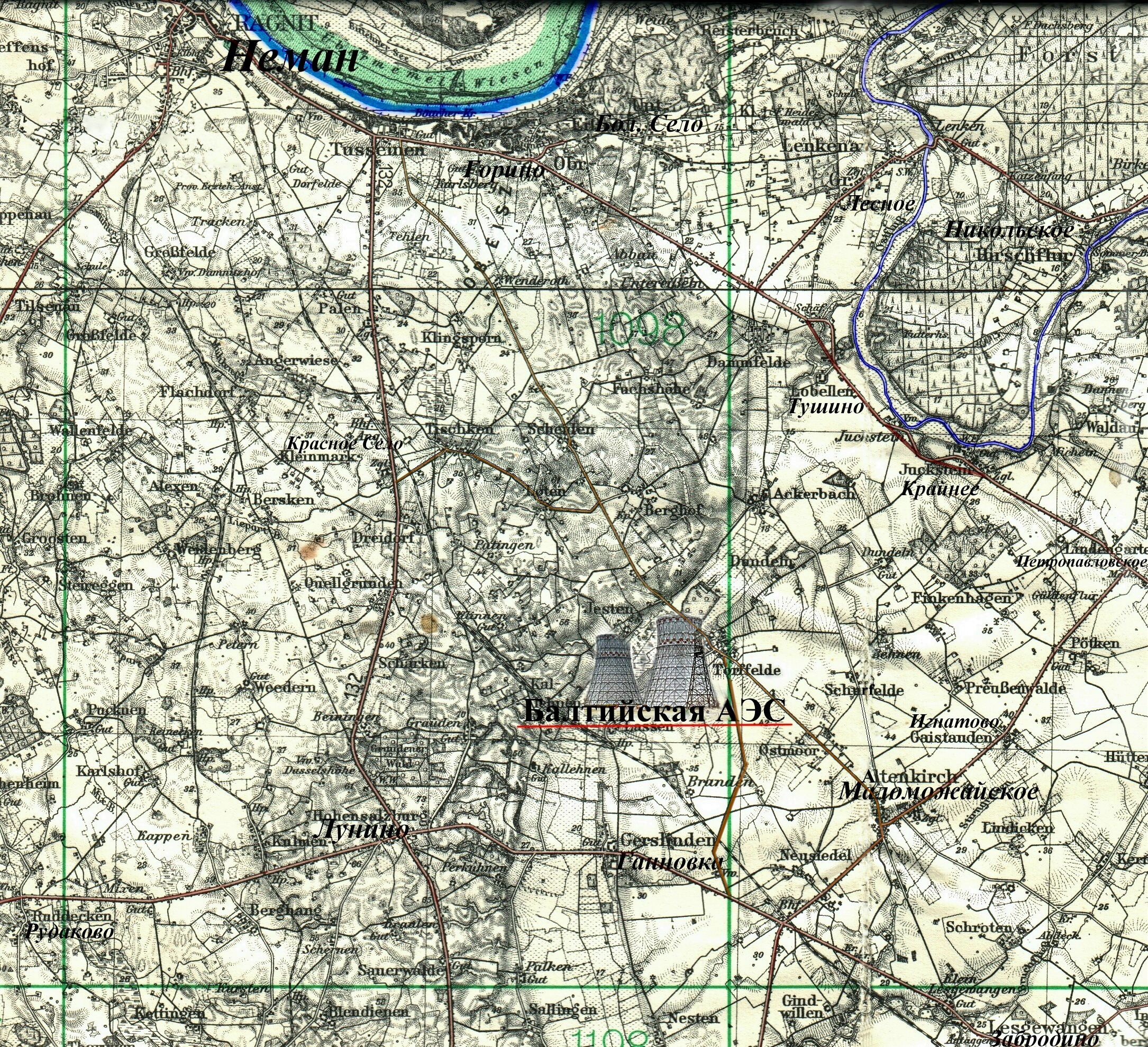
Lokalizacja elektrowni na mapie rejonu bałtijskiego

Bałtycka Elektrownia Atomowa (Калининградская атомная электростанция; Калининградская АЭС or Балтийская АЭС) – planowana rosyjska elektrownia atomowa, ma zostać zbudowana w obwodzie królewieckim, 120 km od miasta Królewiec, 60 km od wybrzeża Zalewu Kurońskiego i 13 km na południowy-wschód od miasta Nieman.

## Historia i postęp budowy
Projekt budowy elektrowni atomowej na wybrzeżu Morza Bałtyckiego w obwodzie królewieckim (powstał w pierwszej połowie lat 70. XX wieku i wynikał on z deficytu energii elektrycznej w Berlinie Zachodnim. Niemieckie kręgi biznesowe zaproponowały rządowi radzieckiemu produkcję energii elektrycznej na eksport do Berlina Zachodniego i Niemiec Zachodnich, w zamian za otwarcie się na szerszą wymianę kluczowego wyposażenia do produkcji w przemyśle Republiki Federalnej Niemiec. Wykonawcą miała być firma Kraftwerkunion, a inwestycję oszacowano na około 1,5 miliarda dolarów amerykańskich, z planowanym oddaniem elektrowni do użytku w 1980 roku. Rozważano także możliwość udzielenia Związkowi Radzieckiemu kredytu celowego na budowę elektrowni, z częściową spłatą poprzez dostawy energii. Wtedy moc planowanej elektrowni wynosiła 1250 MW, a przesył energii do Berlina Zachodniego miał odbywać się przez terytorium NRD linią przesyłową 380 kV. Z różnych powodów, w tym z powodu rozbieżności kosztów energii i reaktora, stanowiska rządu Niemieckiej Republiki Demokratycznej oraz nacisków zewnętrznych, umowy nigdy nie zrealizowano.
16 kwietnia 2008 roku Rosatom i Rząd Obwodu Królewieckiego podpisali umowę o budowie elektrowni jądrowej. Rozporządzenie o rozpoczęciu prac nad budową elektrowni podpisał 13 sierpnia 2008 roku S. W. Kirijenko. Na wykonawcę i inwestora wyznaczono OAO „Koncern Rosenergoatom”. Głównym projektantem została inżynierska firma OAO „Petersburski Naukowo-Badawczy i Projektowo-Konstrukcyjny Instytut Atomenergoprojekt” (SPbAEP). Na początku lutego 2010 roku OAO „Północny Zarząd Budowy” (OAO „SUS”), podlegające SPbAEP, wygrało konkurs na wykonanie prac przygotowawczych na terenie budowy Bałtyckiej Elektrowni Jądrowej. 25 września 2009 roku premier Rosji Władimir Putin podpisał zarządzenie o budowie na terenie Obwodu Kaliningradzkiego dwóch bloków Bałtyckiej Elektrowni Jądrowej. Elektrownia ma mieć dwa bloki energetyczne o mocy po 1150 megawatów każdy. Budowę pierwszego bloku zaplanowano na lata 2010-2025, drugiego - na okres 2012-2027. Zainstalowane zostaną w nich reaktory wodne ciśnieniowe WWER-1200 (ros. "ВВЭР-1200 Водо-водяной энергетический реактор").
Elektrownia ma zapewniać bezpieczeństwo energetyczne dla obwodu królewieckiego, ale dwie trzecie wytwarzanego w niej prądu Rosja zamierza eksportować - przede wszystkim do Polski, Niemiec i na Litwę. Rosja rozważa położenie kabla Królewiec-Elbląg, a także położenie kabla podmorskiego wzdłuż trasy Gazociągu Północnego do połączenia z Niemcami. Elektrownia ta ma być pierwszą wybudowaną z udziałem kapitału prywatnego, jednak państwo ma zachować 51% udziałów. Budowa szacowana jest na 6 miliardów euro.
W sierpniu 2011 gotowe było już 93% fundamentów i poziomych konstrukcji elektrowni.
W 2012 francusko-rosyjskie konsorcjum Alstom-Atomenergomash (AAEM) podpisało umowę na kwotę 875 mln EUR na dostawę do budowanej elektrowni m.in. parowych turbin ARABELLE, generatorów, separatorów i kondensatorów.
13 czerwca 2013 roku przedstawiciele inwestora poinformowali, że analizowane jest zastąpienie dwóch bloków 1150 MW ośmioma reaktorami KLT o mocy 40 MW każdy, wykorzystywanych do tej pory na lodołamaczach. Ze względu na trudności ze znalezieniem nabywców na energię (Polska, Niemcy ani Litwa nie były zainteresowane zakupem tegoż prądu) w dniu 26 lipca 2013 r., zgodnie z instrukcjami prezydenta Władimira Putina, budowa Bałtyckiej Elektrowni Jądrowej została zawieszona.
W marcu 2014 roku pojawiły się doniesienia, że rosyjski rząd zrezygnował z planów budowy elektrowni jądrowej małej lub średniej mocy w obwodzie kaliningradzkim i rozważa możliwość budowy stacji wytwarzających energię elektryczną z wykorzystaniem gazu ziemnego lub węgla.
4 grudnia 2015 roku minister energetyki Rosji Aleksander Nowak oświadczył, że nie ma planów wznowienia budowy elektrowni jądrowych, gdyż rozwiązano problem niedoborów energii w regionie.
1 kwietnia 2017 roku dostarczono do montażu zbiornik reaktora, pierwotnie przeznaczony dla bałtyckiej elektrowni jądrowej, w budowanej na Białorusi elektrowni jądrowej Ostrowiec tego samego typu. Pojawiły się pomysły, aby dokończyć reaktor kosztem polskich inwestycji, z dalszą sprzedażą energii elektrycznej do Polski, ale latem 2020 roku pełnomocnik polskiego rządu do spraw strategicznej infrastruktury energetycznej Piotr Naimski powiedział, że przyłączenie planowanej bałtyckiej elektrowni jądrowej do polskiego systemu energetycznego było po prostu niemożliwe.
14 listopada 2017 roku na posiedzeniu Komisji Dumy Państwowej ds. Energii zastępca dyrektora generalnego Rosenergoatom Aleksiej Żukow poinformował, że koncern uzgadnia możliwość kontynuacji budowy elektrowni jądrowej w obwodzie kaliningradzkim. Jednak 26 września 2018 roku na zlecenie Koncernu Rosenergoatom JSC budowa stacji została oficjalnie zawieszona. Natomiast w 2020 r. wybrano organizację projektową, która stworzy projekt konserwacji niezakończonych obiektów; zakończenie konserwacji zaplanowano na 2024 r.

## Opis i dane techniczne obiektu
| Blok                    | Typ reaktorów | Moc     | Moc     | Początek budowy | Podłączenie do sieci | Początek eksploatacji | Zamknięcie |
| Blok                    | Typ reaktorów | Netto   | Brutto  | Początek budowy | Podłączenie do sieci | Początek eksploatacji | Zamknięcie |
| ----------------------- | ------------- | ------- | ------- | --------------- | -------------------- | --------------------- | ---------- |
| Bałtijsk-1 (Балтийск-1) | WWER-1200/491 | 1082 MW | 1150 MW |                 | (01.01.2025)         | (01.07.2025)          |            |
| Bałtijsk-2 (Балтийск-2) | WWER-1200/491 | 1082 MW | 1150 MW |                 | (01.01.2027)         |                       |            |